# Mumtaz Mahal

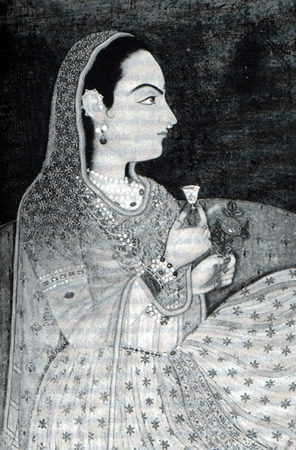
Mumtaz Mahal, Darstellung aus dem 17. Jahrhundert

Mumtaz Mahal (geboren als Arjumand Banu Begum (Persisch:ممتاز محل Mumtāz Maḥall oder Mumtaz-Uz-Zamani) am 15. April 1593 in Agra als Tochter eines persischen Adeligen; gestorben am 7. Junijul. / 17. Juni 1631greg. in Burhanpur) war mit Shah Jahan, dem Großmogul (Kaiser) von Indien, verheiratet. Ihr wurde der Taj Mahal als Grabmal erbaut. Sie erhielt von ihrem Gemahl den Namen Mumtaz-i-Mahal, was Auserwählte des Palastes bedeutet.

## Leben
Arjumand Banu Begum war eine Tochter von Abul Hasan Asaf Khan, dem Bruder von Nur Jahan. Verlobt wurde sie im Winter 1607 (mit 14 Jahren) mit Prinz Khurram, dem späteren Großmogul Shah Jahan, den sie mit 19 Jahren und 8 Monaten am 10. Mai 1612 heiratete. Shah Jahan war bei seiner Verlobung 15 Jahre und 8 Monate alt und bei seiner Hochzeit 20 Jahre und 5 Monate. Sie war seine zweite von drei Ehefrauen und bekam den Namen Mumtaz Mahal verliehen, was in Urdu „Exzellenz des Palasts“ bedeutet. Sie war seine Hauptfrau.

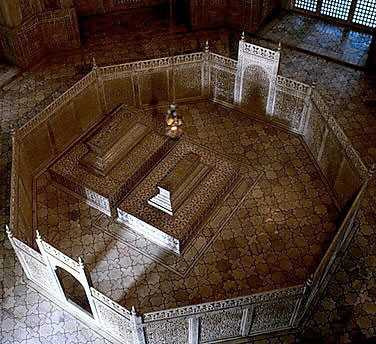
Grab von Mumtaz Mahal im Taj Mahal (Mitte), zusammen mit ihrem Ehemann Shah Jahan (links).

Abgesehen von hagiografischen Hinweisen auf ihre Wohltätigkeit und dem Bericht eines Europäers über die Angst vor ihrem Zorn auf die Portugiesen, die zwei ihrer Dienstmädchen entführt hatten, ist praktisch nichts über sie bekannt. Sie ließ keine Mausoleen, keine Gärten und keine Serails (öffentliche Unterkünfte für Reisende) bauen. Es ist auch nicht bekannt, dass sie Dichter oder Künstler förderte, was nicht verwundert, denn sie war 14-mal schwanger und starb bei der letzten Entbindung.
Schon zu Lebzeiten rühmten Dichter ihre Schönheit, Grazie und ihr Mitleid mit den Bedürftigen. Mumtaz Mahal war Shah Jahans vertraute Gefährtin, reiste mit ihm durchs ganze Mogulreich, und er vertraute ihr so vollkommen, dass er ihr das Reichssiegel, das Muhr Uzah, zur Bewahrung übergab. Er soll ihr nie irgendeinen Wunsch abgeschlagen haben. So hatte sie großen Einfluss auf ihn und setzte sich häufig zu Gunsten der Armen und Entrechteten ein; sie war auch bekannt dafür, dass sie für viele zum Tode Verurteilte um Gnade bat und ihnen damit das Leben rettete.
Sie starb bei der Geburt ihres 14. Kindes, als sie Shah Jahan auf einem Kriegszug im Dekkan begleitete. Ihr Grabmal, der Taj Mahal, ist ein Zeichen der Liebe ihres Mannes.

## Ihre Kinder
- Shahzadi (Kaiserliche Prinzessin) Hurunnisa Begum, geboren 30. März 1613; gestorben 14. Juni 1616.
- Shahzadi Jahanara Begum, geb. 2. April 1614; gest. 16. September 1681.
- Shahzada (Kaiserlicher Prinz) Dara Shikoh, geb. 30. März 1615; gest. 8. September 1659 (im Thronfolgestreit von seinem Bruder Aurangzeb besiegt und hingerichtet).
- Shahzada Mohammed Sultan Shah Shuja Bahadur, geb. 3. Juli 1616; gest. 1660 (im Exil ermordet).
- Shahzadi Roshanara Begum, geb. 3. September 1617; gest. 1671.
- Padshah (Kaiser) Mohinnudin Mohammed Aurangzeb, geb. 3. November 1618; gest. 21. Februar 1707.
- Shahzada Sultan Ummid Baksh, geb. 18. Dezember 1619; gest. März 1622.
- Shahzadi Surayya Banu Begum, geb. 10. Juni 1621; gest. 28. April 1628.
- Shahzada Sultan Murad Bakhsh, geb. 8. September 1624; gest. 14. Dezember 1661 (im Thronfolgestreit hingerichtet).
- Shahzada Sultan Luftallah, geb. 4. November 1626; gest. 14. Mai 1628.
- Shahzada Sultan Daulat Afza, geb. 9. Mai 1628, gest. ?
- Shahzadi Husnara Begum, geb. 23. April 1630, gest. ?
- Shahzadi Goharara Begum, geb. 17. Juni 1631; gest. 1706. (Mumtaz Mahal verstarb infolge dieser Geburt)